# Campeonato Panamericano de Taekwondo de 2018
El XX Campeonato Panamericano de Taekwondo se celebró en Spokane (Estados Unidos) en 2018 bajo la organización de la Unión Panamericana de Taekwondo.
En total se disputaron en este deporte dieciséis pruebas diferentes, ocho masculinas y ocho femeninas.

## Resultados

### Masculino
| Evento | Oro                                 | Plata                                          | Bronce                                                                 |
| ------ | ----------------------------------- | ---------------------------------------------- | ---------------------------------------------------------------------- |
| –54 kg | Austin Tran Estados Unidos          | Paulo Melo · Brasil                            | César Román Rodríguez · México · Jorge Hernández · México              |
| –58 kg | Brandon Plaza · México              | Luisito Pie · República Dominicana             | Stefan Trantalovski · Canadá · João Miguel Neto · Brasil               |
| –63 kg | Bernardo Pie · República Dominicana | Alejandro Chang Estados Unidos                 | Lucas Guzmán · Argentina · Siddhartha Bhat · Canadá                    |
| –68 kg | Edival Marques · Brasil             | Ignacio Morales Puentes · Chile                | Alexander Ortiz Gutiérrez · Perú · José Rubén Nava · México            |
| –74 kg | Thomas Rahimi Estados Unidos        | Jaysen Ishida Estados Unidos                   | Andrew Park · Canadá · Miguel Ángel Trejos · Colombia                  |
| –80 kg | Uriel Adriano Ruiz · México         | Moisés Daniel Hernández · República Dominicana | Mauricio Newman · Estados Unidos · Francisco Lucin dos Santos · Brasil |
| –87 kg | Bryan Salazar Pérez · México        | Ícaro Miguel Martins · Brasil                  | Jordan Stewart · Canadá · João Pedro Chaves · Brasil                   |
| +87 kg | Carlos Sansores Acevedo · México    | Stephen Lambdin Estados Unidos                 | Martín Sío · Argentina · Maicon Siqueira · Brasil                      |

### Femenino
| Evento | Oro                            | Plata                               | Bronce                                                             |
| ------ | ------------------------------ | ----------------------------------- | ------------------------------------------------------------------ |
| –46 kg | Yvette Yong · Canadá           | Camila Bezerra · Brasil             | Brenda Costa Rica · México · Sabrina Valderrama · Puerto Rico      |
| –49 kg | Talisca Jezierski · Brasil     | Ibeth Camila Rodríguez · Colombia   | Daiana Vásquez · Argentina · Viviane Tranquille · Canadá           |
| –53 kg | Carolena Carstens · Panamá     | Leonor Dias de Lima · Brasil        | Aziza Chambers · Estados Unidos · Julissa Diez Canseco · Perú      |
| –57 kg | Skylar Park · Canadá           | Rafaela Vieira de Araújo · Brasil   | Fernanda Aguirre · Chile · Devon Lewis · Estados Unidos            |
| –62 kg | Cheyenne Lewis Estados Unidos  | Amanda Bluford Estados Unidos       | Anel Vaitiare Félix · México · Ara White · Estados Unidos          |
| –67 kg | Paige McPherson Estados Unidos | Victoria Heredia · México           | Melissa Pagnotta · Canadá · Milena Titoneli · Brasil               |
| –73 kg | Raiany Pereira · Brasil        | María del Rosario Espinoza · México | Nathalie Iliesco · Canadá · Madelynn Gorman-Shore · Estados Unidos |
| +73 kg | Ashley Arana · México          | Briseida Acosta · México            | Gabriele Siqueira · Brasil · Sanaz Shahbazi · Estados Unidos       |

## Medallero
| Núm. | País                 | Oro | Plata | Bronce | Total |
| ---- | -------------------- | --- | ----- | ------ | ----- |
| 1    | México               | 5   | 3     | 5      | 13    |
| 2    | Estados Unidos       | 4   | 4     | 6      | 14    |
| 3    | Brasil               | 3   | 5     | 6      | 14    |
| 4    | Canadá               | 2   | 0     | 7      | 9     |
| 5    | República Dominicana | 1   | 2     | 0      | 3     |
| 6    | Panamá               | 1   | 0     | 0      | 1     |
| 7    | Chile                | 0   | 1     | 1      | 2     |
| 7    | Colombia             | 0   | 1     | 1      | 2     |
| 9    | Argentina            | 0   | 0     | 3      | 3     |
| 10   | Perú                 | 0   | 0     | 2      | 2     |
| 11   | Puerto Rico          | 0   | 0     | 1      | 1     |
|      | TOTAL                | 16  | 16    | 32     | 64    |